# 3e division blindée (France, 1943-1946)
Pour les articles homonymes, voir 3e division.
Cet article concerne la division de la Seconde Guerre mondiale. Pour l'héritière de la 3e division d'infanterie algérienne, voir 3e division (France).
La 3e division blindée (3e DB) est une unité blindée de l'Armée de terre française qui a existé pendant la Seconde Guerre mondiale. Elle est d'abord créée en Afrique du Nord en 1943 et dissoute un an plus tard sans avoir combattu. Elle est ensuite recréée peu avant la capitulation allemande et arrive après-guerre pour participer à l'occupation de l'Allemagne.

## Création et différentes dénominations
- 1er septembre 1943 : création de la 3e division blindée
- 1er septembre 1944 : dissolution
- 1er mai 1945 : recréation
- 18 avril 1946 : dissolution

## Commandants
- septembre 1943 - février 1944 : général Brossin de Saint-Didier[1]
- février - septembre 1944 : général de Bazelaire de Boucheporn (sl)[1]
- 1er mai - 25 décembre 1945 : général de Langlade[1]
- 26 décembre 1945 - 18 avril 1946 : général Noiret[1]

## Historique

### Première création
La 3e division blindée est créée le 1er septembre 1943, à partir d'éléments divers rassemblés en Tunisie. Il s'agit de la 4e division blindée que le comité français de libération nationale espère recréer, après la 1re, la 5e (ex-2e) et la 2e DB. Elle part pour le Maroc en octobre 1943, pour se rapprocher des envois américains de matériel. Elle est alors composée de trois régiments :
- 4e régiment de cuirassiers, issu du 4e régiment de chasseurs d'Afrique
- 6e régiment de cuirassiers, issu du 6e régiment de chasseurs d'Afrique
- 12e régiment de cuirassiers, issu du 12e régiment de chasseurs d'Afrique et qui rejoint ensuite la 2e DB.

Les Américains considèrent qu'ils n'ont pas besoin d'une quatrième division blindée française et refusent de l'équiper. Les Français, espérant néanmoins pouvoir créer cette division, la maintiennent comme une division cadre, et lui livrent début 1944 une partie des envois américains d'armes, dont une centaine de chars M3 Stuart et M4 Sherman. Les Américains demandent l'envoi de ces chars dans les unités déjà constituées, transfert qui n'est achevé qu'en octobre 1944. La division est dissoute le 1er septembre 1944, ses éléments incomplets partant renforcer la 1re DB.

### Seconde création
La 3e division blindée est à nouveau créée le 1er mai 1945 dans la région de Limoges, à partir d'éléments FFI. Non engagée dans la guerre, elle prend part à l'occupation de l'Allemagne avec le 2e corps d'armée français. Elle est finalement dissoute le 18 avril 1946.
Elle est constituée des unités suivantes. Elle n'a jamais eu la dotation théorique prévu en armement et véhicules lourds, et ces derniers sont d'origines extrêmement diverses posant des problèms de disponibilité :
- 4e régiment de cuirassiers (chars Centaur VII),
- 11e régiment de cuirassiers (chars Crusader Mark VI),
- 13e régiment de dragons (chars britanniques Cavalier et français B1bis),
- 11e régiment de chasseurs (automitrailleuses Coventry et Panhard 178 B de reconnaissance),
- 6e régiment de cuirassiers (chasseurs de chars allemands),
- 1re demi-brigade de chasseurs à pied :
  - 8e bataillon de chasseurs à pied,
  - 16e bataillon de chasseurs à pied,
  - 30e bataillon de chasseurs à pied,
- 16e régiment d'artillerie.